# Municipio de Pilot (condado de Iowa)
El municipio de Pilot (en inglés: Pilot Township) es un municipio ubicado en el condado de Iowa en el estado estadounidense de Iowa. En el año 2010 tenía una población de 335 habitantes y una densidad poblacional de 3,56 personas por km².

## Geografía
El municipio de Pilot se encuentra ubicado en las coordenadas 41°38′8″N 92°6′58″O / 41.63556, -92.11611. Según la Oficina del Censo de los Estados Unidos, el municipio tiene una superficie total de 94.2 km², de la cual 93,8 km² corresponden a tierra firme y (0,42 %) 0,4 km² es agua.

## Demografía
Según el censo de 2010, había 335 personas residiendo en el municipio de Pilot. La densidad de población era de 3,56 hab./km². De los 335 habitantes, el municipio de Pilot estaba compuesto por el 98,81 % blancos, el 0,3 % eran afroamericanos y el 0,9 % eran de una mezcla de razas. Del total de la población el 0,3 % eran hispanos o latinos de cualquier raza.